# Adolf Hedin
Sven Adolf Hedin, född 23 april 1834 i Bo, Örebro län, död 20 september 1905 i Stockholm, var en svensk publicist och liberal politiker som var frihandelsvänlig samt för en allmän rösträtt. Han kallades "liberalismens märkesman" i 1897 års andra kammare.

## Politisk karriär
Adolf Hedin, som var prästson från Närke, levde på sitt riksdagsmannaarvode och på inkomster från sitt författarskap. Han blev fil. kand. i Uppsala och var kritiker i Upsala-Posten. 1864 flyttade han till Stockholm och ägnade sig åt publicistik i ett flertal tidningar. Han blev även ryktbar genom sin broschyr Hvad folket väntar af den nya representationen. Femton bref från en demokrat till svenska riksdagens medlemmar, vilken byggde på en artikelserie som han utgav i bokform 1868.
Hedin invaldes 1870 i andra kammaren, som han tillhörde fram till sin död med undantag för åren 1874–76 och 1888. I riksdagen var han ledamot i talmanskonferensen 1902–05. I riksdagen tillhörde han Nyliberala partiet 1870–1871, Ministeriella partiet 1872, Centern 1873–1874 och 1877–1882, Andra kammarens vänster 1886 och den så kallade Stockholmsbänken 1891–1892. Därefter var han partilös vilde 1893–1902, varefter han anslöt sig till Liberala samlingspartiet 1903 och kvarstod där till sin död.
Hedin var en personlighet som passade bäst i oppositionsställning; han var omtalad som en fruktad debattör och en framstående talare.
Under 1870-talet var hans program framför allt allmän rösträtt och allmän värnplikt. Under 1880-talet stödde han den norska vänsterns krav och 1884 väckte han en motion om olycksfalls- och ålderdomsförsäkring för arbetare, vilket blev grundläggande för den svenska sociallagstiftningen. Hedin hävdade även att frihandelssystemet skulle bibehållas. 
Han vann auktoritet i nästan alla läger genom sin kamp mot bolagsväldet, sin propaganda för kommunalisering av allmännyttiga företag och genom sina rösträttskrav.  
Adolf Hedin var en ledare på vänsterkanten i den tidiga liberala rörelsen i Sverige och han förespråkade en demokratisering av landet och sociala reformer. 
Utrikespolitiskt tog han avstånd från Tyskland och föreslog 1899 och 1902 att de tre nordiska länderna gemensamt skulle förklara sig för ständigt neutrala.

### Hedin och unionsfrågan

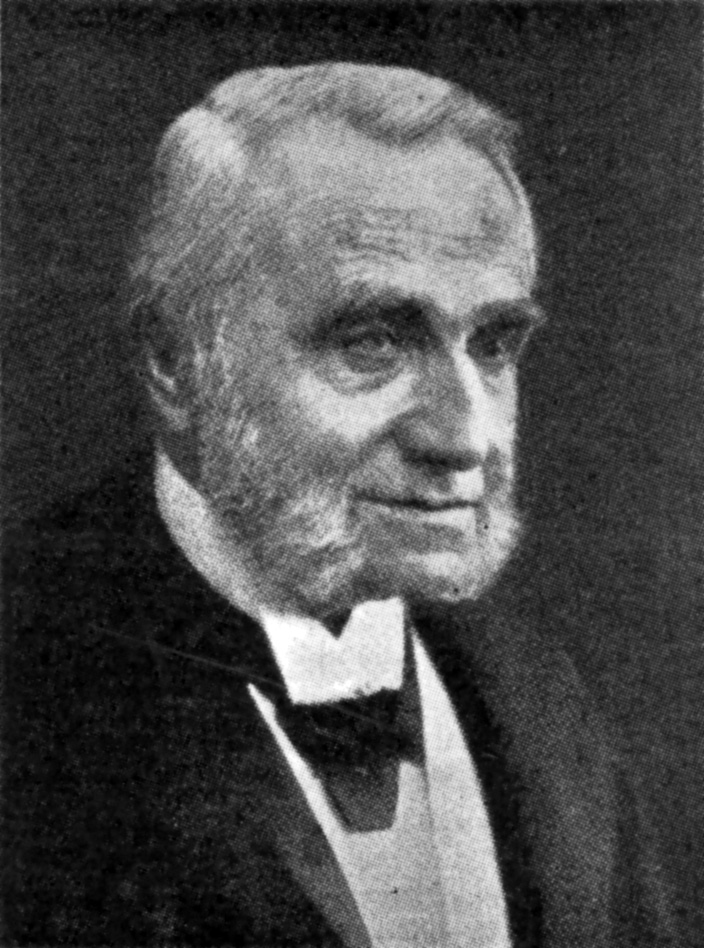
Adolf Hedin kring sekelskiftet 1900.

Hedin var skandinavist och uppskattade den svensk-norska unionen, men vid unionskrisen 1905 ansåg han att Norge borde få rätt till självbestämmande då de så önskade. Hedins sista offentliga uttalande samma år var en önskan om en fredlig lösning på unionskrisen.
Då den unge socialisten Zeth Höglund 1905 ställdes inför rätta för myteri efter att ha skrivit manifestet Ned med vapnen! – Fred med Norge!, skrev Höglund ett brev till Hedin med en förfrågan om denne kunde bli hans försvarare i rätten. Hedin svarade att han tyvärr var för sjuk och strax efteråt dog han. Höglund, senare en frontfigur i den svenska kommunistiska rörelsen, skulle alltid se Hedin som en av sina fränder.
I Oslo är Adolf Hedins vei uppkallad efter Hedin.
Efter hans död donerades hans personarkiv till Kungliga biblioteket.

## Publicistisk karriär
Hedin arbetade i perioder som tidningsman bland annat på Dagens Nyheter och var redaktör på Aftonbladet 1874–1876.

## Gator uppkallade efter Adolf Hedin
- Adolf Hedins vei, Oslo, Norge
- Adolf Hedinsvägen, Kiruna
- Hedinsgata, Gärdet  Stockholm, Sverige